# 연합전선
"연합전선"은 1967년 공개된 대한민국의 영화이다.

## 배역
- 신성일
- 고은아
- 김승호
- 김석훈
- 이대엽
- 이낙훈
- 백일섭
- 장혁
- 이빈화
- 강미애
- 한유정
- 지계순
- 황건
- 권오상
- 최병철
- 조덕성
- 추봉
- 윤일봉
- 황인철